# Gregory Best
Gregory Alan „Greg“ Best (* 23. Juli 1964 in Lynchburg (Virginia)) ist ein US-amerikanischer Springreiter und Trainer, der in Otane, Neuseeland lebt.

## Werdegang
1984 gewann er die Nordamerikanischen Meisterschaften der Jungen Reiter. 1985 siegte er im USET Talent Derby. 1987 gewann er die Großen Preise von Florida und Tampa, sowie Team-Silber bei den Panamerikanischen Spielen in Indianapolis. Bei den Olympischen Spielen 1988 in Seoul gewann er sowohl im Einzel, als auch mit der Mannschaft die Silbermedaille. Zwischen 1987 und 2003 gewann er sechs Weltcupspringen. Bei einem Sturz im Jahr 1992 brach er sich die Schulter. Nachdem diese wieder verheilt war, zog er nach Neuseeland. 2004 war er der neuseeländische Coach bei den Olympischen Spielen in Athen.
Inzwischen arbeitet er als Trainer in den USA, Kanada und Neuseeland.

## Pferde (Auszug)
- Gem Twist
- Santos
- Entrepreneur